# Димон, Жак
Жак Димон (фр. Jacques Dimont; род. 2 февраля 1945) — французский фехтовальщик-рапирист, олимпийский чемпион.

## Биография
Родился в 1945 году в Карвене. В 1968 году принял участие в Олимпийских играх в Мехико, где стал обладателем золотой медали.